# Токмаков, Владимир Николаевич
Влади́мир Никола́евич Токмако́в (род. 14 августа 1968, Барнаул) — российский журналист, военный корреспондент, поэт, писатель и телеведущий.

## Биография
Владимир Токмаков родился в Барнауле. После окончания средней школы в 1986—1988 годах служил в пограничных войсках на острове Кунашир, был военкором в газете «Пограничник на Тихом океане». В 1994 году окончил факультет филологии и журналистики Алтайского государственного университета и начал работать корреспондентом газеты «Вечерний Барнаул».
С 1998 года стал работать обозревателем газеты «Алтайская правда», в 2007—2009 годах был старшим корреспондентом «Российской газеты». С 2009 года - ведущий программы «Печатный формат» на телеканале «Катунь 24».
Супруга — Светлана Токмакова, доктор медицинских наук, профессор, заведующая кафедрой терапевтической стоматологии Алтайского государственного медицинского университета.
Имеет двух сыновей — Глеб (1998 г.р.) и Алексей (1 октября 2003 г.)

## Творческая деятельность
Первая поэтическая публикация — в 1988 году в газете «Молодёжь Алтая». В том же году с молодыми барнаульскими поэтами Токмаков создал неформальное литературное объединение ЭРА (Эпицентр российского авангардизма). Публиковался в журналах «Ликбез», «Алтай», «Барнаул», «Наш современник», «День и ночь», «Новая Юность», «Арион», «Сибирские Афины», «Верхняя зона», «Молодой гений», «Автограф» и др., в антологиях и коллективных сборниках Барнаула, городов Сибири и Урала.
Автор шести сборников стихов:
- «Аромат девушки за каменной стеной» (1995),
- «Двойное дно» (1997),
- «Гадание на веревке повешенного» (1997),
- «Боязнь темноты» (1999),
- «Без лишних слов» (2003),
- «Вольный стрелок» (2008)

и четырёх книг прозы:
- «Детдом для престарелых убийц»[1] (первое издание — Барнаул, 2001, затем роман переиздан в Санкт-Петербурге, в издательстве «Амфора»[2], серия «Поколение Y», 2002; переиздана в Барнауле в 2015 году[3]),
- «Настоящее длится девять секунд» (2005),
- «Сбор трюфелей накануне конца света» (2014)[4],
- «Запретная книга белого бурхана» (2017)[5].

## Награды и премии
Участник поэтического фестиваля «Весна Притомья» (Кемерово, 1990); 1-го и 2-го всесибирских съезда молодых писателей (Томск, 2000, 2003); 1-го и 2-го форумов молодых писателей России (Москва, Липки, 2001, 2002).
Лауреат Всероссийского конкурса «Преодоление» за материалы «На три головы ниже» и «Пожалуйста, мойте руки пред чтением» (2002); премии главы администрации Алтайского края в области журналистики за активный творческий поиск, яркий индивидуальный стиль, серию субботних репортажей, открывших новое направление в развитии газеты (2001); межрегионального конкурса журналистского мастерства «Сибирь — территория надежд» в номинации «Гражданская инициатива в СМИ» (2002); конкурса социальной журналистики Сибирского-Федерального округа «Терра инкогнито» в номинации «Лучший репортаж» (2002).
Член Союза журналистов России с 2000 года, член Союза российских писателей с 2004 года.
Принят в международный ПЕН-клуб в декабре 2012 года.